# تعزير
التعزير هي العقوبة المشروعة بغرض التأديب على معصية أو جناية لا حد فيها ولا كفارة، أو فيها حد، لكن لم تتوفر شروط تنفيذه، كالقذف بغير الزنا، وكالمباشرة في غير الفرج، وغير ذلك، فلا يقوم بتعزير المذنب إلا الحاكم أو السيد الذي يعزر رقيقه ، والمعلم في تأديب الصبيان، والأب في تأديب ولده الصغير. والتعزير حق لولى الأمر أو نائبه.
ويقسم التعزير لتعزير بالقول وتعزير بالفعل
العقوبات التعزيرية:
1. ما يتعلق بالأبدان: كالقتل، والجلد
2. ما يتعلق بالأموال:[2] كالإتلاف، والتغريم، وجرائم الحرابة
3. ما هو مركب منهما: كجلد السارق من غير حرز مع إضعاف التغريم عليه.
4. ما يتعلق بتقييد الإرادة: كالحبس، والنفي
5. ما يتعلق بالمعنويات: كالتوبيخ والزجر، وكذا التعزير بالتشهير أو العزل عن المنصب

من أسباب التعزير لفعل محرم:
1. الاستمتاع بالأجنبية بما لا يوجد الحد.
2. السرقة التي لا قطع فيها، وكذا الغصب والانتهاب والاختلاس .
3. القذف بغير الزنا واللواط.
4. الـرشـوة: وهي ما يعطيه الشخص لحاكم أو نحوه لإبطال حق أو إحقاق باطل.
5. شهادة الزور: وهي الشهادة التي تقوم على الكذب والتهمة للآخرين.
6. التزوير: وهو الميل بالشيء عن حقيقته بزيادة أو نقص أو تغيير أو تقليد.

من أسباب التعزير لترك واجب:
1. تأخير الصلاة عن أوقاتها.
2. ترك الأمر بالمعروف والنهي عن المنكر.
3. عدم أداء الديون مع الغنى.